# Sushi terrorisme
Le sushi terrorisme est un scandale sanitaire ayant eu lieu au Japon en 2023.

## Origine
Le 5 janvier 2023, trois individus âgés de 15 à 21 ans décident de faire une vidéo où ils s'amusent à lécher un sushi sur le tapis roulant d'un kaitenzushi de la chaîne Sushiro à Gifu avant de l'enfourner dans leurs bouches, puis de boire de la sauce soja au goulot d'une bouteille commune. D'abord diffusée sur Instagram, la vidéo est vue plus de 40 millions de fois sur Twitter,,,,,.
Par la suite, des vidéos similaires prises dans d'autres restaurants ont été découvertes sur Twitter et TikTok. Certaines d'entres elles semblent avoir été tournées plusieurs semaines, voire plusieurs années avant,. Dans d'autres vidéos, les auteurs ne lèchent pas les contenants, mais mettent du wasabi sur les préparations d'autres clients.

## Réactions

### Réactions dans la population
Ces incidents scandalise le Japon, réputé pour ses strictes normes d'hygiène et de propreté.
Les individus pratiquant ces actes sont surnommés sur les réseaux sociaux sushi-terro, une abréviation pour « terrorisme du sushi ».
L'une des explications à l'emballement médiatique de cette affaire est que ces vidéos jouent avec le tabou de l’hygiène. Les Japonais ne se serrent jamais la main et utilisent des masques au quotidien lorsqu’ils sont malades, pour protéger les autres, et ce bien avant la pandémie de Covid.
Pour certains Japonais interrogés à ce sujet : « L'omotenashi (l'hospitalité) est un argument de vente important au Japon, je pense donc qu'il est impardonnable que des clients ou des employés se livrent à de tels actes « terroristes ». J'aimerais vraiment que ce genre de choses cesse à l'avenir. ».
La fréquentation des kaitenzushi baisse après cet incident et la chaîne de restaurants Kura Sushi est assaillie de plaintes de clients après la diffusion de la vidéo. Les dirigeants décident de procéder en urgence à d’intenses nettoyages.
Un des individu vu dans la vidéo est un lycéen. Après la diffusion de la vidéo, le lycée où il était scolarisé reçoit une vague de plaintes par téléphone,. Bien qu'il se soit excusé, elles n'ont pas été acceptées,.

### Conséquences économiques
Les titres boursiers du groupe propriétaire de Sushiro, Food & Life Companies Co Ltd, ont chuté de près de 5 % dans les jours qui suivent,,,,,, soit un peu plus de 106 millions d’euros de chiffre d’affaires.
La chaîne a réagi avec un communiqué déclarant : « Nous espérons sincèrement que ces arrestations feront prendre conscience à la société que ces farces, qui portent fondamentalement atteinte à notre système basé sur une relation de confiance avec les clients, constituent un délit, et qu’elles ne seront pas imitées à l’avenir. ». La chaîne a assuré avoir remplacé toutes les bouteilles de sauce soja du restaurant et nettoyé toutes les tasses et renforcé ses mesures d'hygiène,,,,.
La chaîne de restauration aurait également été forcée de prendre des mesures drastiques pour rétablir la confiance de ses clients en matière de salubrité, dépensant plus de 90 millions de yens supplémentaires en hygiène pour ses plus de 600 restaurants. Food & Life Companies a déclaré à CNN mettre en place des photos à la place des véritables plats, ainsi que des panneaux entre le tapis roulant et les sièges. Kura Sushi, eux, compteraient sur la technologie pour attraper les clients qui se comporteraient mal.
Certains restaurants décident de remplacer les tapis roulants de sushis par des tapis virtuels. D'autres ont décidé de ne plus mettre à disposition des clients des bouteilles d'assaisonnement à disposition des clients.
L'homme d'affaire Takafumi Horie propose lui simplement d'augmenter le prix d'entrée des restaurants.

### Conséquences judiciaires
L'enseigne a déposé plainte contre les trois jeunes individus interpellés le 8 mars,,,, dont deux d'entre eux dans la préfecture d'Aichi. Ils risquent jusqu'à trois ans de prison.
Deux autres chaînes, Hama-sushi et Kura Sushi, ont également annoncé des actions en justice, l'une prévoyant d'installer des caméras pour surveiller les clients,,. L’entreprise Akindo Sushiro réclame à l'un des trois jeunes environ 450 000 euros (67 millions de yens).

### Conséquences politiques
Interrogé à ce sujet, le ministre de l’Agriculture Tetsuro Nomura a déclaré : « Il est très regrettable qu’un tel acte ait eu lieu, car il a eu un impact significatif sur les opérateurs de l’industrie alimentaire et le ministère de l’Agriculture, des Forêts et de la Pêche accordera une attention particulière à la situation à l’avenir. »,.